# Max Hüesker
Max August Werner Hüesker (* 8. März 1883 in Wilhelmshaven; † 18. Oktober 1961 in Essen) war ein deutscher Landrat.

## Leben und Wirken
Nach dem Besuch der Gymnasien in Celle, Wesel, Darmstadt, Lüneburg und Wiesbaden machte Max Hüesker am 5. März 1902 das Abitur und studierte anschließend Rechtswissenschaften in Freiburg, Kiel, Berlin und Marburg. Am 8. November 1906 wurde er Gerichtsreferendar beim Oberlandesgericht Frankfurt/Main. Sein Rigorosum bestand er am 17. November 1906 und promovierte am 25. Juli 1910 in Leipzig zum Dr. jur. Er wechselte in die Verwaltung und wurde Regierungsreferendar bei der Bezirksregierung Düsseldorf. Im Oktober 1911 zum Regierungsassessor ernannt, wurde er zum 1. November nach Ortelsburg abgeordnet. Hüesker war bei den Kämpfen im gesamten Ersten Weltkrieg, zuletzt als Hauptmann der Reserve, eingesetzt.
Er wurde Regierungsrat und kam am 9. Dezember 1918 zur Bezirksregierung Arnsberg und wechselte am 7. August 1919 zum Oberpräsidium Koblenz. Am 15. April 1921 zunächst kommissarisch, wurde Hüesker am 23. September 1921 definitiv Landrat des Kreises Limburg. Von Juni 1923 bis August 1923 wurde er von der französischen Besatzungsmacht inhaftiert und dann bis Oktober 1924 ausgewiesen.
Am 9. Dezember 1924 mit der vertretungsweisen Verwaltung des Landratsamtes Recklinghausen beauftragt, war die definitive Ernennung zum Landrat des Kreises Recklinghausen am 1. April 1925. Er blieb bis zu seinem Wechsel zur Bezirksregierung Arnsberg am 1. Oktober 1927 in diesem Amt. Hüesker war Regierungsvizepräsident, als er am 3. Juni 1930 zum Verbandspräsidenten des Siedlungsverbandes Ruhrkohlenbezirk in Essen berufen wurde. Dieses Amt hatte er bis zum 31. März 1947 – Pensionierung infolge Auflösung der Behörde – inne.
Er war noch bis zum endgültigen Ruhestand am 30. März 1949 Leiter der Außenstelle Essen des Ministeriums für Wiederaufbau in NRW.
Hüesker war seit 1932 ehrenamtlicher Vorsitzender des Verwaltungsrats der Krankenhäuser der barmherzigen Schwestern von der heiligen Elisabeth in Essen und Oberhausen und auch ehrenamtlicher Beisitzer am Verwaltungsgericht Münster.
Er gehörte dem Zentrum bis 1933 an und war anschließend zunächst im Stahlhelm und dann in der SA bis 1937, als er auf Antrag entlassen wurde.

## Schrift (Dissertation)
- Zur Lehre von den gesetzlichen und richterlichen Veräusserungsverboten nach dem Bürgerlichen Gesetzbuch, Leipzig, juristische Dissertation vom 25. Juli 1910, Borna-Leipzig: Noske, 1910. OCLC 34195517